# Alchemilla atlantica
Alchemilla atlantica é uma espécie de rosácea do gênero Alchemilla, pertencente à família Rosaceae.